# Rąbczyn (powiat wągrowiecki)
Rąbczyn – wieś w Polsce położona w województwie wielkopolskim, w powiecie wągrowieckim, w gminie Wągrowiec.
| SIMC    | Nazwa     | Rodzaj                 |
| ------- | --------- | ---------------------- |
| 0532056 | Koźlanka  | część wsi (do 2023 r.) |
| 0532062 | Nowa Wieś | część wsi (do 2022 r.) |
| 0532079 | Redgoszcz | część wsi (do 2022 r.) |

W latach 1975–1998 miejscowość należała administracyjnie do województwa pilskiego. 
W Rąbczynie Funkcjonuje Gimnazjum nr 3 Gminy Wągrowiec, wieś posiada także nowoczesną salę gimnastyczną.
Na początku XIX w. posiadłość nabył Joseph von Zerboni di Sposetti (późniejszy nadprezydent Wielkiego Księstwa Poznańskiego), który tutaj zmarł w 1831 r. i został pochowany.